# Sabin Cautis
Sabin Cautis (* um 1978) ist ein kanadischer Mathematiker, der sich mit Algebraischer Geometrie, geometrischer Darstellungstheorie, Kategorifizierung, Knoteninvarianten und Algebraischer Kombinatorik  befasst.
Cautis (der rumänische Wurzeln hat) studierte ab 1997 an der University of Waterloo mit dem Bachelor-Abschluss 2001 und wurde 2006 an der Harvard University bei Joe Harris promoviert (Extending families of curves: monodromy and applications). Als Post-Doktorand war er am Mittag-Leffler-Institut, an der Rice University und am MSRI. 2009 wurde er Ritt Assistant Professor an der Columbia University, 2012 Assistant Professor an der University of Southern California und 2013 an der University of British Columbia.
Mit Joel Kamnitzer entwickelte er einen neuen Zugang zur Khovanov-Homologie von Knoten. Er ist ein führender Mathematiker im Kategorifizierungs-Programm, zum Beispiel von Heisenberg-Algebren und Vertexoperatoren.
2017 erhielt er den Coxeter-James-Preis, 2014 den André Aisenstadt Prize. 2011 bis 2013 war er Sloan Fellow und 2003 bis 2006 Putnam Fellow (nachdem er 1999 den Wettbewerb gewann). 1996/97 erhielt er eine Bronzemedaille auf der Internationalen Mathematikolympiade.

## Schriften
- mit Joel Kamnitzer: Knot homology via derived categories of coherent sheaves, Teil 1,2, Duke Mathematical Journal, Band 142, 2008, S. 511–588, Inventiones Mathematicae, Band 174, 2008, S. 165–232
- mit J. Kamnitzer, Anthony Licata: Categorical geometric skew Howe duality, Inventiones Mathematicae, Band 180, 2010, 111–159
- mit Licata: Heisenberg categorification and Hilbert Schemes, Duke Math. J., Band 161, 2012, 2469–2547, Arxiv